# 御船町立高木小学校
御船町立高木小学校（みふねちょうりつ たかきしょうがっこう）は、熊本県上益城郡御船町にある小学校。

## 沿革
- 1875年（明治 8年） - 木倉校の支校として現在地の一隅に高木尋常小学校設置。
- 1882年（明治15年） - 高木村西の原移転改築
- 1890年（明治23年） - 町村制実施により現在地に校舎新築し高木小学校と称す
- 1911年（明治42年）4月 - 高木尋常高等小学校と改称
- 1941年（昭和16年）4月 - 高木村立高木国民学校と改称
- 1947年（昭和22年）4月 - 高木村立高木小学校と改称
- 1955年（昭和30年）1月 - 御船町立高木小学校と改称